# Les Pages Jèrriaises
 (février 2024).

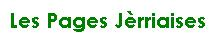
le logo des Pages jèrriaises.

Les Pages jèrriaises constituent une base de plusieurs milliers de pages en langue jersiaise disponibles sur Internet. Ce site est la plus importante source sur Internet consacré à la langue normande.

## Présentation
Les Pages jèrriaises ont été créées [Quand ?] par le linguiste et professeur de jersiais Geraint Jennings, membre de la Société Jersiaise.
Les Pages jèrriaises sont divisées en rubriques toutes écrites en jersiais et mises à la disposition du grand public.
- le vocabulaire (généralement traduit en anglais et parfois en français),
- la grammaire,
- les auteurs,
- les poèmes,
- les chansons,
- des textes modernes et anciens
- des articles d'information sur Jersey et ses paroisses,
- une Foire aux questions.
- des questionnaires et des jeux.

Les Pages jèrriaises sont régulièrement utilisées comme un support pédagogique complémentaire dans les classes apprenant le jersiais à Jersey. Le site est aussi utilisé comme une ressource par les apprenants du jersiais à l'étranger. Les chercheurs et historiens l'utilisent notamment au Canada pour les pages de Tony Le Sauteur sur l'histoire du jersiais au Québec, notamment en Gaspésie.
Les Pages jèrriaises ont été saluées en Normandie comme un exemple de la manière dont un dialecte normand a réussi à se moderniser.